# Элеонора Шотландская
Элеонора Шотландская (англ. Eleanor of Scotland, нем. Eleonore von Schottland; ок. 1433, Данфермлин, королевство Шотландия — 20 ноября 1480, Инсбрук, графство Тироль) — принцесса из дома Стюартов, урождённая принцесса Шотландская, дочь Якова I, короля Шотландии. Супруга эрцгерцога (с 1477 года) Сигизмунда; в замужестве — графиня Тироля и эрцгерцогиня Австрийская.
Ей приписывается перевод с французского языка на немецкий средневекового романа «История короля Галисии по имени Понт и прекрасной Сидонии».

## Биография
Элеонора родилась около 1433 года в городе Данфермлин. Она была дочерью Якова I, короля Шотландии, и Джоан Бофорт. Известно, что ранние годы принцессы прошли во дворце Линлитгоу. В 1445 году после смерти обоих родителей Элеонора вместе с сестрой Джоан переехала во французское королевство. Принцессы были приняты в Туре при дворе короля Карла VII. За три следующих года получили хорошее образование, соответствовавшее их происхождению.
В 1448 году состоялась помолвка Элеоноры с Сигизмундом, герцогом Передней Австрии и графом Тироля. Брак по доверенности был заключён в сентябре того же года в Белмонте, недалеко от города Шинон. Юная принцесса, покинув блестящий двор французского королевства, отправилась на лошадях в далёкое путешествие ко двору тирольского графства, который, несмотря на провинциальность, считался одним из культурных центров Священной Римской империи германской нации. Скромная церемония бракосочетания прошла в Мерано 12 февраля 1449 года. Брак оказался неудачным и не оставил потомства.
С 1455 по 1458 год, во время отсутствия супруга, Элеонора в качестве регента управляла всеми его владениями. В этот период она оказалась вовлечённой в спор мужа с кардиналом Николаем Кузанским. В 1467 году во время регентства во Форлендере герцогиня перенесла свою резиденцию в Тан. С 1469 года Элеонора оставила государственные дела, предпочтя им дела милосердия и благочестия. Она помогала неимущим и поддерживала церкви.
Эрцгерцогиня разделяла увлечение мужа литературой, при дворе которого служили гуманисты Лоренц Блюменау и Грегор Геймбург. В 1473 году поэт Генрих Штайнхёфель посвятил ей перевод на немецкий язык сочинения Боккаччо «О знаменитых женщинах». Элеонора поддерживала оживлённую переписку с Матильдой Пфальцской и, вероятно, с благородной дамой, из числа приглашённых в Мюнхен поэтом Ульрихом Фюэтрером в 1467 году. В настоящее время подлинность переписки с благородной дамой некоторыми исследователями ставится под сомнение.
Элеонора умерла 20 ноября 1480 года в Инсбруке. Версия о том, что она умерла вследствие родов единственного ребёнка, зачатого в этом браке, в настоящее время опровергнута. Её похоронили в Австрийской усыпальнице в монастыре святого Иоанна Крестителя в городе Штамс.